# Krummhorn
Krummhorn (kromorn, z niem. „zakrzywiony róg”; dawniej też pol. krzywuła) — drewniany instrument muzyczny z grupy aerofonów stroikowych.
Zbudowany jest z cylindrycznej rury drewnianej z siedmioma otworami bocznymi, której dolna część wygięta jest łukowato ku górze. Stroik (podwójny) w tym instrumencie ukryty jest w specjalnej komorze, nakładanej na otwór wlotowy piszczałki i funkcjonującej jak zbiornik powietrza. Instrumentalista nie miał więc bezpośredniego kontaktu ze stroikiem. Krummhorny budowano w różnych rozmiarach – od najmniejszego zwanego excillent do wielkiego zwanego basowym.
Brzmienie instrumentu odznaczało się łagodniejszą i ciemniejszą barwą, niż dźwięk oboju. Dlatego Francuzi przekształcili nazwę instrumentu na cromorne (cor — róg, morne — żałobny). 
Pierwszym śladem istnienia krummhornu jest wzmianka z 1489 roku, w której tą nazwą określa się jeden z rejestrów drezdeńskich organów. Największą popularność zdobył w XVII w., używany był wówczas głównie w zespołach dętych. W XVIII w. wyszedł z użycia.
Dość niezwykła historia krummhornu dobiega końca we Francji. Najznamienitsi konstruktorzy współzawodniczyli w sztuce jego budowy. Nie był to już jednak ów smukły, delikatny instrument, o miękkim i aksamitnym brzmieniu, lecz ciężki, pokryty skórą i przeznaczony do muzykowania na wolnym powietrzu.